# José Luis Umpiérrez
José Luis Umpiérrez Perreira (* 20. Jahrhundert) ist ein uruguayischer Kanute.
José Luis Umpiérrez nahm mit der uruguayischen Mannschaft an den Panamerikanischen Spielen 1991 in Havanna teil. Bei den Südamerikaspielen 1994 in Valencia gewann er im K4 über die 200-Meter-, die 500-Meter- und die 1000-Meter-Strecke jeweils gemeinsam mit Claudio Pimienta, Edmundo Conde und Wilser Araújo die Bronzemedaille. Im selben Jahr startete er im April bei den XI. Südamerikanischen Kanumeisterschaften 1994 in São Paulo. Dort belegte er unter anderem im K4 über 500 Meter und über 1000 Meter gemeinsam mit Pimienta, Conde und Araújo jeweils den 2. Platz. Auch bei den Panamerikanischen Spielen 1995 gehörte er dem uruguayischen Aufgebot an. Ebenfalls startete er bei den XV. Südamerikanischen Kanumeisterschaften 1997.